# Franciszek Gąsiorowski
Franciszek Gąsiorowski, född 7 november 1806 i Warszawa, död där 13 maj 1867, var en polsk författare och bibliograf. 
Gąsiorowski skrev, under pseudonymen Franciszek Nowowiejski, åtskilliga historiska noveller, som även behandlar Sverige: Szwedzi w Krakowie (Svenskarna i Kraków, 1835) och Ostatnia wojna szwedzka (Det sista svenska kriget, 1840).